# Saga dei Mitago
La saga dei Mitago è una serie di sette romanzi di genere fantasy dello scrittore inglese Robert Holdstock.

## I Libri
La saga si compone di sei romanzi e una raccolta di testi brevi composti tra il 1979 e il 2009, di cui solo tre tradotti in italiano.
1. La foresta dei Mitago (Mythago Woods), Victor Gollancz Ltd, 1984. Trad. Piero Anselmi, Urania Fantasy 13, Arnoldo Mondadori Editore, giugno 1989.
2. Lavondyss (Lavondyss), Victor Gollancz Ltd, 1988. Trad. Delio Zinoni, Urania Fantasy 37 e 38, Arnoldo Mondadori Editore, giugno e luglio 1991.
3. The Bone Forest, Grafton Books, 1991. Comprende il romanzo breve The Bone Forest e sette racconti.
4. Il tempio verde (The Hollowing), HarperCollins UK, 1993. Trad. Giovanna Capogrossi, Oscar Bestsellers 1601, Arnoldo Mondadori Editore, 2006.
5. Merlin's Wood, HarperCollins UK, 1994.
6. Gate of Ivory, Gate of Horn, Roc / New American Library, 1997.
7. Avilion, Victor Gollancz Ltd, 2009.

I quattro romanzi pubblicati fra 1984 e 1994 si concatenano l'uno con l'altro in un'unica vicenda, mentre la raccolta di testi brevi e gli ultimi due romanzi fungono da prequel o midquel entro la tetralogia principale. L'ordine cronologico interno della serie è quindi il seguente:
- The Bone Forest
- Gate of Ivory, Gate of Horn
- La foresta dei Mitago (Mythago Woods)
- Avilion
- Lavondyss (Lavondyss)
- Il tempio verde (The Hollowing)
- Merlin's Wood

## Ambientazione
Ad eccezione di Merlin's Wood (ambientato nell'antica Britannia), le vicende dei romanzi si dipanano attorno alla foresta di Ryhope (Ryhope Wood) situata immaginariamente nella contea inglese dell'Herefordshire. Tale foresta è fonte di misteri e interrogativi che assillano George Huxley che assieme all'amico e antropologo Edward Wynne-Jones la studiano per primi. Essi scoprono quindi per primi il concetto di Mitago.

### I Mitago
(Owen Keeton, nonno di Tallis; Lavondyss)
Stando a quanto viene descritto nei libri i Mitago sarebbero una sorta di fantasmi creati dalla mente di chi entra nella foresta. Tali fantasmi non sono però i fantasmi personali dei vari personaggi ma interpretazioni di miti e leggende locali. Essendo, la saga, ambientata in Inghilterra si fa quindi riferimento principalmente alla cultura celtica e pittica. È però sbagliato immaginarsi i Mitago come forme eteree o ectoplasmiche (come vorrebbe l'immaginario comune) in quanto essi, una volta completamente formati, sono da accomunarsi a persone fisiche, in grado di interagire con i protagonisti umani dei racconti, di provare emozioni e di morire se feriti gravemente o colpiti da malattia.

### La Foresta
La foresta di Ryhope (analogamente a quella presente in Francia) è da considerarsi come un luogo magico e come fonte di vita, in quanto è grazie ad essa che i protagonisti umani riescono a creare i mitago che la abitano. La foresta non è molto più grande di un bosco ed è possibile girarvi attorno in poche ore. Diversamente, se vi si prova ad entrare, la foresta pare sconfinata e sono necessarie settimane di cammino per poter raggiungere quello che viene chiamato "Lavondyss", ovvero il centro assoluto del bosco, delimitato da un imponente muro di fiamme. Accanto alla foresta si erge Oak Lodge, tenuta della famiglia Huxley.

### I personaggi
Le vicende e gli accadimenti narrati nei romanzi vengono raccontati attraverso più punti di vista e tramite più personaggi e protagonisti. Cronologicamente i primi protagonisti fanno parte della famiglia Huxley. Vi è infatti George Huxley che, come detto sopra, è il primo a studiare la foresta. Alla sua morte proseguiranno i figli Christian e Stephen. Seguiranno poi le vicende della famiglia Keeton e in particolare della giovane Tallis. Gli unici punti di legame tra le due famiglie sono la foresta e l'amicizia tra Stephen Huxley e Harry Keeton (narrata ne La foresta dei Mitago).